# 遠山茂樹 (日本史家)
遠山 茂樹（とおやま しげき、1914年〈大正3年〉2月23日 - 2011年〈平成23年〉8月31日）は、日本の歴史学者。研究分野は日本近代史、東アジア史、東洋史、自由民権運動、明治維新、歴史教育。横浜市立大学名誉教授。『遠山茂樹著作集』（全9巻、岩波書店刊）がある。

## 経歴
出生から修学期
1914年、東京市京橋区（現東京都中央区）月島で生まれた。旧制浦和高等学校で学び、1934年に卒業。東京帝国大学国史学科に進学し、1938年に卒業。
近現代史研究者として
1938年から1942年まで文部省維新史料編纂事務局に勤務。1942年から東京帝国大学史料編纂所に勤務。1951年から1952年までは東京大学教職員組合委員長を務めた。1956年、東京大学を退職。
1957年から1960年まで、千代田区史編纂委員を務めた。1958年に横浜市立大学文理学部教授となり、1972年から1973年には同附属図書館長もつとめた。横浜市立大学では、学外への露出も多く、当時の名物教授のひとりと言われた。1979年に横浜市立大学を定年退官。
1979年4月からは専修大学法学部教授となり、併せて1981年から1986年まで横浜開港資料館初代館長を務めた。1984年に専修大学を定年退職。
2011年8月31日、老衰のため死去。97歳没。

## 研究内容・業績
学生時代には羽仁五郎に傾倒、服部之総に学び、平野義太郎らに対する学問上の接近により新たな明治維新史の構想をまとめた。その後歴史学研究会に参加し、編集長（1961年から1962年）や委員長（1963年から1965年）となり、唯物史観の代表的学者として活動した。
1951年11月に掲載された遠山による「日清戦争と福沢諭吉」（『福沢研究〈第6号〉』）は「脱亜論」に関する最初のコメントであった。遠山はこの論文で「脱亜論」は日本帝国主義のアジア侵略論と紹介した。

## 影響

### 『昭和史』・昭和史論争と遠山茂樹の関わり
『昭和史』は遠山茂樹、藤原彰、今井清一の共著で、1955年11月16日に岩波書店「岩波新書」の形で発刊された。
『昭和史』は当時の一大ベストセラーとなり、初版は2万5千部であったが、即日で品切れとなり、三刷8万5千部、11月29日に4刷、12月7日時点で出品部数が11万3千部であった。読者カードから見る限り、読者には30代もいたが、20代の若者が圧倒的に多かったという。
『昭和史』には「執筆者の中で最も令名高かった遠山茂樹の個性的ともいえる歴史学のスタイルが反映されていた」「歴史を実際に経験した読者の共感をうることを目的としていた」とトリスタン・ブルネは評した。1955年出版の共著『昭和史』旧版のはしがきに、執筆の目的として「私たちの体験した国民生活の歩みを、政治、外交、経済の動きと関連させて、とらえようとしたものである。とりわけ執筆者が関心をそそいだのは、なぜ私たち国民が戦争にまきこまれ、おしながされたのか、なぜ国民の力でこれをふせぐことができなかったのか、という点にあった。かつて国民の力がやぶれざるをえなかった条件、これが現在とどれだけ異なっているかをあきらかにすることは、平和と民主主義をめざす努力に、ほんとうの方向と自信とをあたえることになるだろう。」と述べ、新版もこれを引き継いでいる。2019年10月に電子書籍化された。
『昭和史』はテーマの大きさの割に限られた期間で執筆されたという状況があったことは早期改訂の要因となっている。『昭和史』が企画として決まったのは1954年の夏ころであった。1955年の8月15日（終戦の日）が戦後10年の節目で、8月15日に間に合うように刊行する当初のスケジュールだった。遠山茂樹、藤原彰、今井清一、藤田省三の4名で1955年1月14日に最初の昭和史の研究会を行った。藤田省三は『天皇制国家の支配原理』の執筆中で国会図書館に通っている時期であったため「おれは無理だ、降りるよ」と宣言した。1955年7月22日に始めて原稿の一部を中島義勝（岩波書店編集者）が受け取った。7月29日から8月1日まで、熱海の偕楽荘に執筆者が缶詰になって執筆を進めた。8月25日に遠山茂樹邸で原稿は大詰めになる。遠山茂樹が無理をして一気にまとめ上げて、9月13日に最終原稿を整理する。9月25日にゲラが出て、10月に藤田省三に読んでもらったところ「これはあかんで。1ヵ月おいて書き直した方がよい」という意見だった。しかし、すでに刊行予告が出ており、延ばすことができなかった。
1959年8月に『昭和史』は新版刊行された。改訂の重点の第一は第一次世界大戦から書き始め、「戦争がなぜ起こったのか、国民の力がなぜ勝利しなかったのか」について考え、第二は「できるだけ史実を多く紹介」し、「支配層内の動きをあきらか」にし、「政治といわれるものの実体を理解」できるように書き直したと述べている。改訂の主導は今井清一が行った。今井は昭和史の前提となる大正期の国際・国内の政治状況の記述がなければ、昭和初期の国際・国内の政治状況の理解が十分にならないと主張した。遠山は同時代史の科学的認識の不十分さと国民的体験との「ずれ」を指摘した。読書会のテキストとして使われているため、異説を含めたコメントを入れ、史実の分量を増やす方針が決められ、巻末に主要参考文献を掲載した。
『昭和史』の記述を巡り亀井勝一郎、松田道雄、山室静、竹山道雄らと遠山茂樹、和歌森太郎、井上清、江口朴郎らとの間で昭和史論争が繰り広げられた。昭和史論争は亀井勝一郎が「現代歴史家への疑問」、松田道雄が「昭和を貫く疼痛を」を執筆したこと発端とし、遠山茂樹が「現代史研究の問題点」を書いて、批判にこたえることにより開始された。
『昭和史』への批判は (1) 一般国民に抱いている実感と現代史の記述に乖離があると感じられていること、(2) 個人的体験をどのように歴史認識に結びつけていくか、(3) 歴史の中で人間が描けていない、(4) 歴史観の課題などが主要なテーマであった。
1. 実感との乖離については、亀井による「歴史の本の続出するときは必ず危機の時代だ。一民族の激しい動揺が根底にあるからで、歴史家とは何よりもまずこれを実感していなければならない存在である」[14]が典型的な批判である。歴史学において、実際に経験した体験的な感覚をどう位置付けるかの問題といえる。これについて遠山は、「（歴史から）感動させることが歴史教育の目標ではなく、（歴史を通じて）考えさせることである」とし、実感や生活感覚は歴史の手掛かりにすべきものであり、そこから正しい方法論をたどることにより、歴史の理性的認識に到達することができると論じた[17]。
2. 個人的体験と歴史認識との結びつきに関しては、自分自身が経験した事件の経過を客観的に叙述することは困難であり、個人の体験は特殊であるから、いつどのような条件で、どんな立場で、そのように感じたかを綿密に吟味し、歴史全体の中で位置づける試みが必要であるとした。個人的歴史叙述に意味があるとしても、通史的叙述がより優位であると論じた[17]。
3. 歴史の中で人間が描けていないという批判は亀井勝一郎は「この歴史には、人間がいない」との批判に現れる[18]。これは昭和史論争の主な論点であった。人物の評価や人物教育の位置づけ、歴史における伝記の扱い方の課題である。遠山は社会科学としての歴史学は、個性を持った人間を描き出すことは不可能であるとした。個人の性格や心理自体を論じることは、史料の扱い方、分析方法に関しても歴史学という学問の領域を超えることになる。人間の個性や心理を描くのは文学や心理学であって、歴史学は史料に基づいて「個人の運命の差にもかかわらず本質的に共通するものがどこにあるか」を突き止め記述するのが歴史学の使命であると論じた。遠山は「亀井の要求は、歴史の科学的究明は不可能だという主張なのだから考慮することはできない」と断じた[19]。
4. 歴史観の課題については、歴史を科学的に把握する方法論として遠山は唯物史観の立場に立っていた。といっても遠山は教育という場で、イデオロギーを教えることには否定的であり、初めから一定の歴史観を想定して教えることには反対していた。その意味では唯物史観だけに拘らない柔軟姿勢を見せていた。遠山は、もろもろの史実を発見し、それらを総合的発展的に捉えて歴史像を再構成し、歴史の真実に迫り得る有効性を歴史観がどれだけ持てるかによって勝負が決まる、と述べている(社会科教育の領域と内容)[20]。

### 没後シンポジウム「遠山史学と歴史学の現在」
遠山没後の2012年1月21日、歴史科学協議会・歴史教育者協議会・歴史学研究会の共催により、明治大学駿河台校舎リバティータワーでシンポジウム「遠山史学と歴史学の現在」が開催された。開催趣旨に「氏の学問は、明治維新史や自由民権運動研究をはじめとする日本近現代史、東アジア歴史像の再検討を通じた史学方法論、昭和史論争における歴史叙述をめぐる問題、歴史教育論にいたるまで幅広い分野にわたっている。また歴史学の成果を広く社会に還元し、共有していくという活動にも積極的に関わってこられた。氏の戦後 50 年近い研究・教育活動の軌跡を振りかえりつつ、歴史学の現在と今後について考える意義ある場にしたい」と書かれている。報告者は、板垣雄三（遠山さんと〈東アジア〉歴史像）、大門正克（昭和史論争後の遠山茂樹―論争の課題をどのように受け継ごうとしたのか）、大日方純夫（遠山史学における「自由民権」の位置）、丸浜昭（遠山氏の歴史教育論の何にこだわってきたか）の4名であった。板垣からは、「遠山さんはあちこちに呼ばれ忙しく家に寄り付かないと奥様によく怒られていた」という逸話が紹介された。

## 著作

### 著書
- 『平和を求めた人々』福村書店 1951
- 『明治維新』岩波全書 1951
  - 改訂版 1972年
  - 選書化 岩波同時代ライブラリー 1995
  - 文庫化 岩波文庫 2018[22]
  - 文庫化 岩波現代文庫 2000
- 『戦後の歴史学と歴史意識』岩波書店 1968
- 『明治維新と現代』岩波新書 1969
- 『福沢諭吉：思想と政治との関連』東京大学出版会 1970
- 『日本近代史 1』岩波全書 1975
  - 改訂版 2007
- 『歴史学から歴史教育へ』岩崎書店 1980
- 『自由民権と現代』筑摩書房 1985
- 『明治維新と天皇』岩波書店(岩波セミナーブックス) 1991

### 著作集
- 『遠山茂樹著作集』(全9巻) 岩波書店 1991-1992

1. 『明治維新』
2. 『維新変革の諸相』
3. 『自由民権運動とその思想』
4. 『日本近代史論』
5. 『明治の思想とナショナリズム』
6. 『天皇制と帝国主義』
7. 『歴史教育論』
8. 『日本近代史学史』
9. 『歴史学の課題と現代』

### 共編著
- 『尊攘思想と絶対主義』服部之総・丸山眞男共著、白日書院 1948
- 『昭和史』今井清一・藤原彰と共著、岩波新書 1955
  - 改訂版 1959年[22]
- 『近代日本政治史必携』安達淑子共著、岩波書店 1961
- 『ポポロ事件：黒い手帳は語る』渡辺洋三共編、新興出版社 1964
- 『京都守護職始末：旧会津藩老臣の手記』(全2巻) 山川浩著、遠山校注・解説、金子光晴訳、平凡社東洋文庫、1965-1966[22]
- 『家永日本史の検定：歴史学者は批判する』大江志乃夫共編、三省堂 1976
- 『明治国家の権力と思想』小西四郎との共著、吉川弘文館 1979
- 『教科書検定の思想と歴史教育 歴史家は証言する』あゆみ出版 1983
- 『教科書裁判・日本史の争点 歴史家は証言する』あゆみ出版、1983
- 『近代天皇制の研究』(全2巻) 岩波書店 1987
- 『服部之総・人と学問』小西四郎との共編著、日本経済評論社 1988